# Ripollès

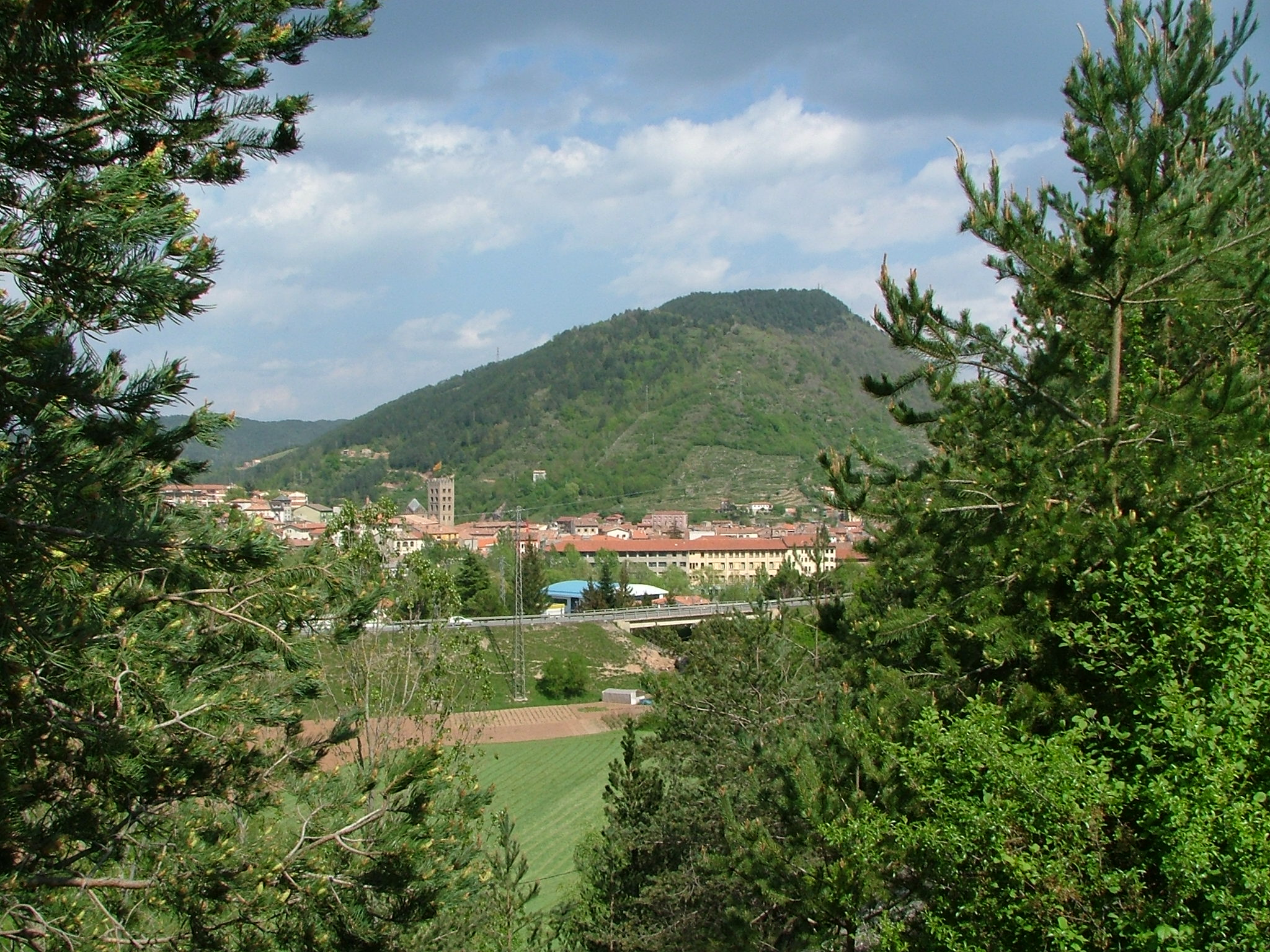
Ripoll

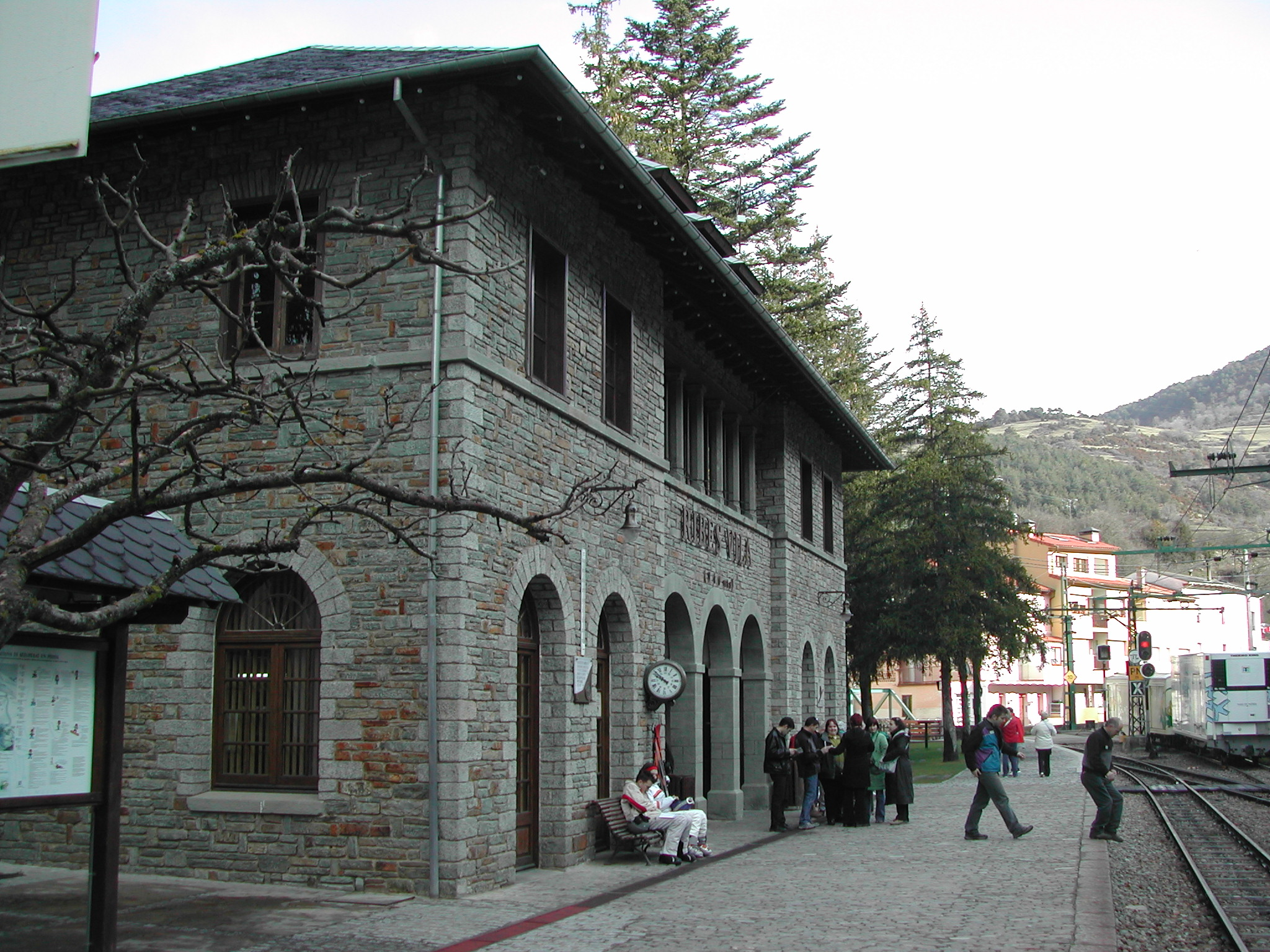
Ribes de Ferrer

Ripollès (spanyolul Ripollés) járás (comarca) Katalóniában, Girona tartományban. Ripollès Garrotxa, Osona, Berguedà, Baixa Cerdanya, Vallespir, Conflent, French Cerdagne és Lluçanès comarcákkal határos.

## Települések
A települések utáni szám a népességet mutatja a 2005-ös adatok alapján:
- Campdevànol - 3 432
- Campelles - 114
- Camprodon - 2 446
- Gombrèn - 229
- Llanars - 546
- Les Llosses - 261
- Molló - 336
- Ogassa - 262
- Pardines - 162
- Planoles - 313
- Queralbs - 202
- Ribes de Freser - 2 044
- Ripoll - 10 762
- Sant Joan de les Abadesses - 3 621
- Sant Pau de Segúries - 669
- Setcases - 180
- Toses - 163
- Vallfogona de Ripollès - 221
- Vilallonga de Ter - 437